# 华为C8650
华为C8650是中国华为公司为中国电信公司定制的一款以Android為操作系統的智慧型手機（定制机），于2011年8月推出。
此机型为华为C8500和华为C8600的后续版本，继承了之前版本的优点，并搭载Android 2.3.3操作系統和 骁龙MSM7627 600MHz處理器。该手机使用多点触控电容屏，同时还支持EVDO网络和WLAN无线网络。有白色和黑色两种颜色。

## 規格參數
- 尺寸：外围尺寸116.4 x 61.2 x 12.2 mm，重128克。
- 屏幕：支持多点触控的3.5英吋26万色TFT电容屏，分辨率320×480像素。
- 處理器：高通 骁龙 MSM7627 600MHz
- 操作系统：Android 2.3.3
- 儲存空間：512MB ROM；256MBRAM；最大支持32GB扩展存储。
- 電池：1400毫安时鋰离子電池
- 数据连接：USB2.0、802.11g/802.11n/802.11b、蓝牙2.1、支持A2DP立体声
- 網絡：CDMA 800MHz
- 相機：300万像素主摄像头
- 感應裝置：重力传感器，接近传感器，光传感器

## 相似机型

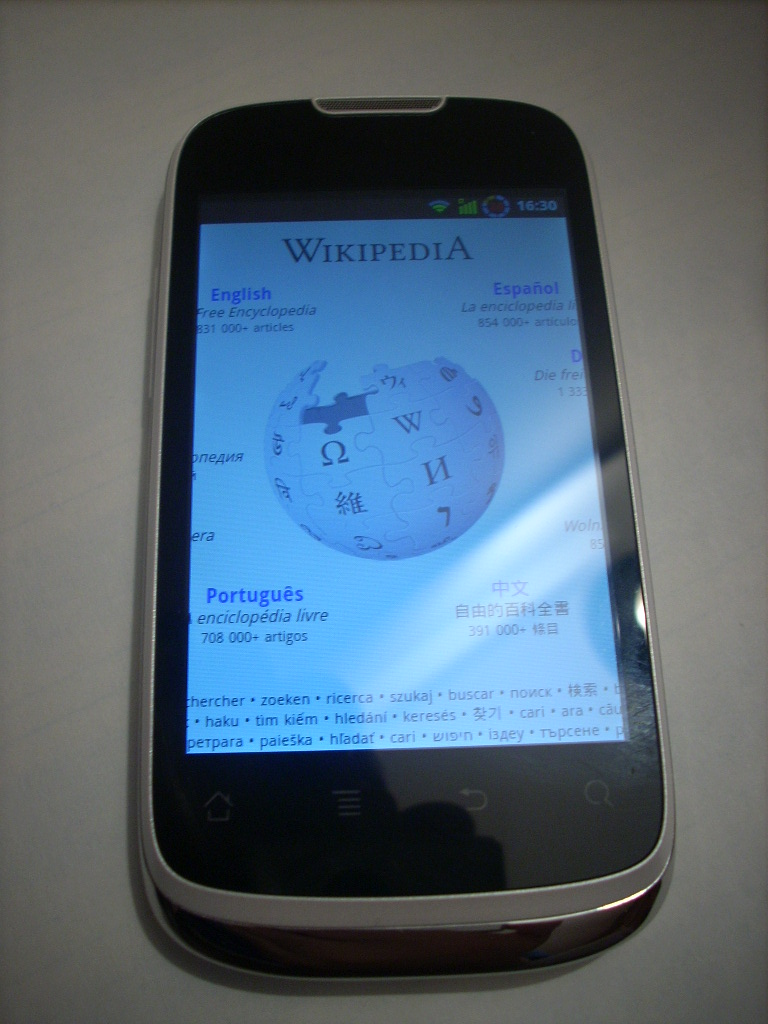
华为U8650登录维基百科

华为U8650与华为C8650外型极为相似，且系统皆为Android 2.3系统，只不过前者为中国联通公司的定制机，所以网络采用的是WCDMA，而后者为中国电信公司的定制机，所以网络为CDMA。此外，手机的按键和后盖也有差异。华为公司曾推出台湾版IDEOS U8650在台湾发售。